# トリップメーター

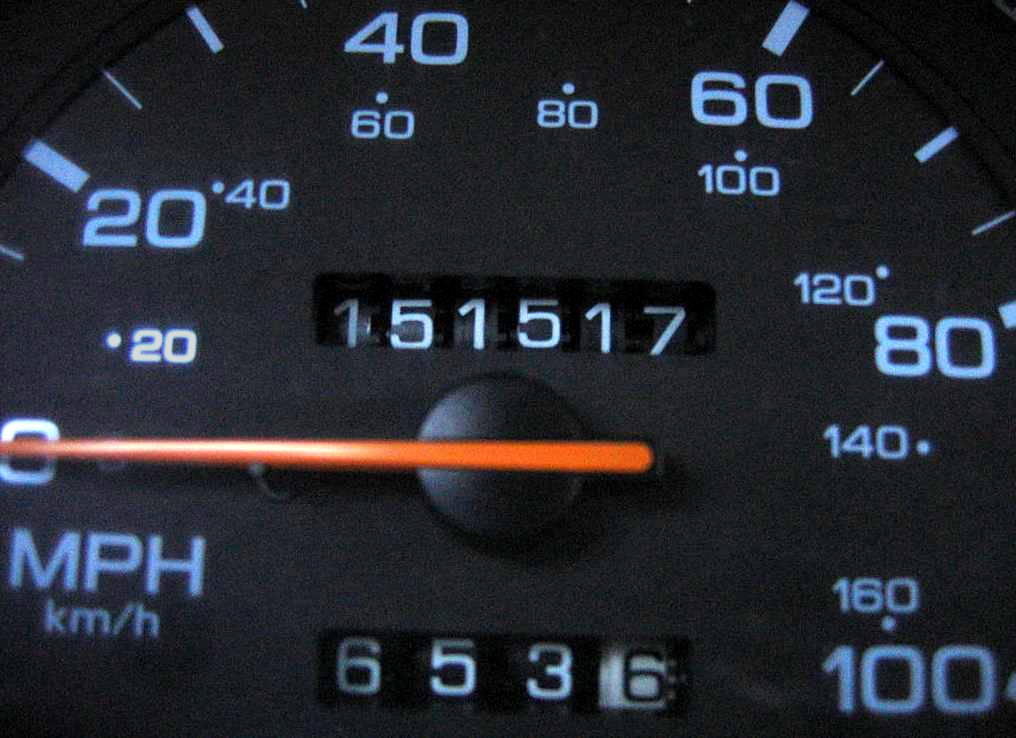
機械式オドメーター（上段）とトリップメーター（下段）

トリップメーター（Tripmeter）とは走行距離の積算計で、オドメーターとは異なり区間距離を積算し、ユーザーがリセットできるようになっている。たいていの場合、メーターの横またはそばにリセットボタンが存在する。オドメーターと異なり、トラック・バスを含む旧車ではこの装備の無いものや、1990年代前半までの一部の小型自動車の廉価グレード、および2000年代前半までの一部の軽自動車の廉価グレードなどで省略されているものも存在していた。
トリップメーターをリセットして、次回の給油量と走行距離と照らし合わせて燃費を測る事もでき、目的地までの距離を積算することにも使用される。
オドメーターと同様、1990年代までは機械式の、数字が書かれた円筒が回転するアナログ式が主流だった。
1990年代末から液晶表示のデジタル式が多用されるようになり、現在では商用車や軽自動車までに採用されている。デジタル式では表示部をオドメーターと共用している車種もあり、その場合はボタンで表示を切り替える。また2種類以上の区間距離計測が可能な車種もあり、これもボタンで表示を切り替える。高級車や上級乗用車ではヘッドアップディスプレイなどを使用したトリップメーターが採用されている。
廉価グレードや社用車向けモデルにおいては機械式のトリップメーターが2000年代まで主流であったが、その後デジタル式の量産効果による機械式との生産コストの逆転などの理由で、2010年代以降の全ての日本車にデジタル式のトリップメーターが標準装備されたため、機械式のトリップメーターは姿を消すこととなった。